# Ernst Dübi

Ernst Dübi, circa 1920

Ernst Dübi (* 4. April 1884 in Biberist; † 16. September 1947 in Hertenstein LU) war ein schweizerischer Eisenindustrieller.

## Leben
Ernst Dübi war der älteste Sohn von Johann Dübi, der sich vom kaufmännischen Lehrling bis zum Generaldirektor der Von Roll emporgearbeitet hatte. Ernst Dübi schloss das Gymnasium in Solothurn mit der Matura ab und studierte von 1905 bis 1909 Maschineningenieur an der Universität Lausanne und der ETH Zürich. Er promovierte 1912 zum Doktor der technischen Wissenschaften mit der Arbeit Über die Wirkungsweise des Gefällevermehrers nach Cl. Herschel in Verbindung mit einer Turbine. Dabei wurden die gesamten Versuchseinrichtungen nach seinen Konstruktionszeichnungen in den Werken der Von Roll in Gerlafingen und der Maschinenfabrik Escher Wyss AG in Zürich gebaut. Nach Abschluss des Studiums widmete er sich der Werkstatt- und Giessereipraxis, arbeitete als Praktikant in den Von Roll Werken in Klus und Olten und reiste für einen einjährigen Aufenthalt nach England. 1914 trat er in den Dienst der Von Roll AG. Seine weiteren Stationen bei der Firma waren:
- 1916 Direktor der Giesserei Rondez bei Delsberg
- 1926 bis 1927 Direktor des Eisenwerks Klus der Von Roll
- 1928 Generaldirektor der Von Roll in Gerlafingen
- 1929 Generaldirektor der Von Roll
- 1935 Mitglied des Verwaltungsrats der Von Roll
- 1942–1946 Präsident des Verwaltungsrats der Von Roll und zugleich Generaldirektor.

1932 wurde er Präsident des Arbeitgeberverbands schweizerischer Maschinen- und Metall-Industrieller. 1937 schloss er das Friedensabkommen mit dem Schweizerischen Metall- und Uhrenarbeiterverband. 1942 wurde er Mitglied des Schweizerischen Schulrates. 1942 erhielt er die Ehrendoktorwürde der Universität Bern zusammen mit Konrad Ilg und 1944 diejenige der ETH Zürich.
Ernst Dübi war mit Anna Munzinger, der Tochter von Oskar Munzinger, verheiratet. Sie hatten drei Kinder. Am 16. September 1947 starb Ernst Dübi mit 64 Jahren an einem Herzleiden.

## Schriften
- Über die Wirkungsweise des Gefällevermehrers nach Cl. Herschel in Verbindung mit einer Turbine. Zürich 1912 (Dissertation).
- Betrachtungen über den Arbeitsfrieden. Zwei Vorträge gehalten am 19. Januar 1945 an der Eidgenössischen Technischen Hochschule von Generaldirektor Dr. Ernst Dübi, Alt-Präsident des Arbeitgeberverbandes schweizerischer Maschinen- und Metallindustrieller, und Nationalrat Dr. Konrad Ilg, Zentralpräsident des schweizerischen Metall- und Uhrenarbeiterverbandes. Eidgenössische Technische Hochschule. Kultur- und Staatswissenschaftliche Schriften. Heft 47. Polygraphischer Verlag Zürich 1945.